# FC Pari Nizhniy Novgorod
El FC Pari Nizhniy Novgorod (en ruso: Пари Нижний Новгород) es un club de fútbol ruso de la ciudad de Nizhni Nóvgorod. El club fue fundado en 2015 como equipo filial del FC Volga, el principal equipo de la ciudad. El club disputa sus partidos en el Estadio de Nizhni Nóvgorod y juega en la Liga Premier de Rusia, la primera división del país. «Olimpiyets» significa olímpico en ruso.

## Historia
El club fue fundado el 1 de junio de 2015 como FC Volga-Olimpiec, un equipo reserva del FC Volga, que entonces había descendido de la Liga Premier. El 15 de junio de 2016, el club matriz Volga fue disuelto y el Olimpiec se convirtió en el club principal en Nizhni Nóvgorod y sucesor del FC Volga, como anunció el ministro de Deportes de la región de Nizhny Novgorod Sergei Panov. A finales de la temporada 2016-17, Olimpiec se proclamó campeón de la zona Ural de Segunda división (el tercer nivel del sistema de ligas ruso) y fueron promovidos a la Liga Nacional de Fútbol de Rusia.

## Nombres
- 2015-2016: «Волга-Олимпиец» (en español: FC Volga-Olimpiec)
- 2016-2018: «Олимпиец» (en español: FC Olimpiec)
- 2018-2022: «Нижний Новгород» (en español: FC Nizhniy Novgorod)[4][5]
- 2022-Act.: «Пари Нижний Новгород» (en español: FC Pari Nizhniy Novgorod)[6]